# 河狸
河狸属，是囓齒目河狸科的一属，也是河狸科存活至今的唯一的一属，作為世界第二大的囓齒動物（體型僅次於水豚），本屬现存兩種河狸，分別為美洲河狸（Castor canadensis）與歐亞河狸（Castor fiber）。
河狸有「自然界水壩工程師」之稱，主要分布在美洲北部，至於歐洲和亞洲的分布則較稀少。它们能够使用树枝、灌木、石头、泥土等材料建造水坝和用于居住的小木屋。它们所创造的湿地为其它生物提供了理想的居住环境，因此河狸被视为生态系统中的一个关键种。雌雄河狸可形成持续的配偶关系，它们与自己的后代一同居住。年长的后代可以帮助父母修筑水坝和木屋，甚至还会帮助照顾年幼的兄弟姐妹。河狸使用泥浆、碎土和河狸香（一种由河狸的梨状腺囊分泌的，从尿液中排出的物质）来标记领地范围。河狸可以通过肛门腺分泌的气味来识别亲属，它们更能容忍有亲缘关系的河狸居住在自己周围。
在北美洲，河狸的數量曾經超過 6,000 万，但在1988年僅剩下 600-1,200 万。數量銳減的主因是狩獵，河狸的毛皮具有經濟價值，而牠們的腺體則能用來當作藥或是香水；另外，牠們會咬斷樹木以及建築水壩，這些行為都會干擾人類的土地利用，因此該地區的河狸也會因此被人類獵殺。相比19世纪至20世纪初期，如今河狸的数量已经大幅回升，它们处于IUCN 哺乳动物红色名录中的无危物种一列。在歐洲，河狸受到聯合國的保護，在中國河狸被列為一級保護動物，並在新疆設有布尔根河狸国家级自然保护区。
在文化中，河狸是勤奋的象征。河狸也是加拿大的国兽。

## 分类与演化

### 分类
河狸可被分为两个物种：美洲河狸 (Castor canadensis) 和欧亚河狸 (C. fiber)。相比美洲河狸，欧亚河狸的头骨更长，鼻骨呈现出更明显的三角形开口，它们的皮毛颜色更浅，体长更短。
1758年，卡尔·林奈创造了河狸的学名 Castor以及欧亚河狸的种名fiber，德国动物学家海因里希·库尔在1820年创造了美洲河狸的学名 C. canadensis。不过，直到1970年代染色体证据发现之前，人们并不确定两种河狸是否为独立的物种。欧亚河狸有48条染色体，而美洲河狸只有40条。染色体数目的差异阻止了两个物种之间的杂交。美洲河狸有25个亚种，欧亚河狸有9个亚种。

### 演化
河狸科属于啮齿目下的河狸亚目，这个亚目还包括了异鼠科和囊鼠科。如今河狸科下仅存一个河狸属，其余的属均已灭绝。河狸科起源于始新世的北美洲，在3300万年前的始新世-渐新世灭绝事件时期通过白令陆桥分散到欧亚大陆。
河狸基群的特征包括：更加复杂的颊齿咬合方式，平行排列的上排牙齿，前臼齿的尺寸与大臼齿相当，存在有第三对前臼齿，镫骨肌，光滑的腭骨，腭孔（开口）更靠近骨骼的后端，并且有一个较长的鼻子。偏离河狸基群的成员则有着更简单的颊齿咬合方式，上排牙齿间距向后扩大，第二颗前臼齿尺寸大于大臼齿，没有第三对前臼齿，腭骨有凹槽，腭孔靠前。古河狸亚科（Palaeocastorinae ）起源于渐新世晚期的北美洲，这个亚科中的成员体型较小，适应挖掘洞穴的生活方式，它们的前肢相对较发达，头骨更低、更宽，尾巴更短。
大约在2400万年前的中新世早期，河狸演化出了半水生的生活方式。也是在这个时期，河狸亚科出现了较大体型的成员，例如北美的巨河狸属和欧亚的大河狸属。相比现代河狸，这些巨型河狸的水生程度较低。巨河狸属的体长约为1.9-2.2米，体重为90-125千克。曾在被啃咬的树木旁发现已灭绝的假河狸属的化石遗迹，尽管相比现代河狸，它们的伐木技能并不算高。有科学家主张，现代河狸和拟河狸亚科有一个以树皮为食的共同祖先。筑造水坝和木屋的技能可能来自吃树皮的习惯，这可以帮助河狸度过高纬度的严酷寒冬。在现代河狸以外的物种中尚未发现类似行为的确凿证据。
现代河狸可能起源于欧亚大陆，其中最古老的化石遗骸似乎是来自德国的 C. neglectus，时间大约在1200-1000万年前。生活在北美的现代河狸可能是在中新世后期通过白令陆桥迁徙过去的。通过对线粒体DNA的研究显示，北美河狸与欧亚河狸大约在800万年前分离。现代河狸可能在与拟河狸亚科的竞争过程中出现了生态位分化。欧亚河狸的祖先可能是 C. praefiber。出现在早更新世北美洲的加州河狸外形与现存的北美河狸相似，但体型更大。

## 特征

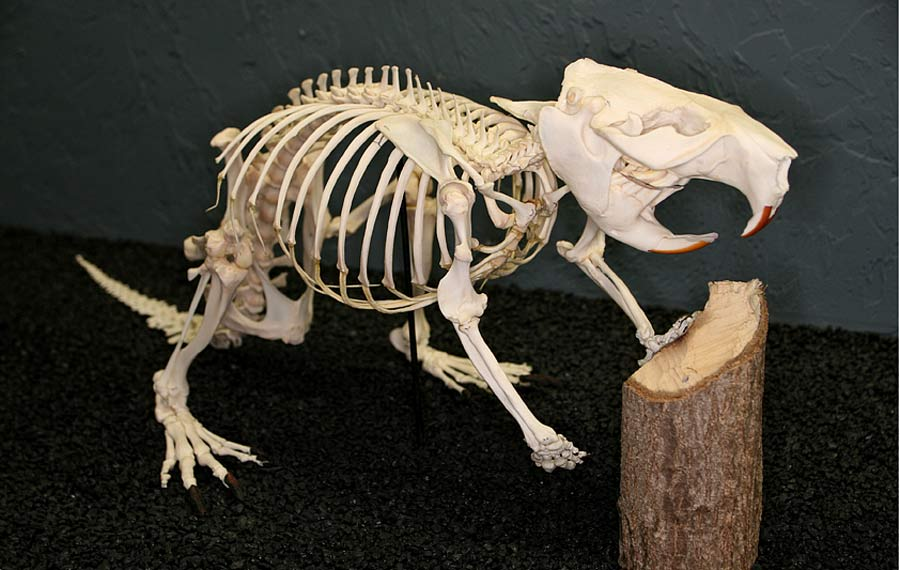
河狸骨架（美國奧克拉荷馬州骨骼博物館）

河狸在现存的啮齿类动物有第二大的体型，仅次于水豚。它们的头-身长度在80-120厘米，尾巴长度25-50厘米，肩高30-60厘米，体重11-30千克。雌雄个体的外观几乎一致。 它们的身体呈现出与海洋哺乳动物类似的流线形，强壮的身体有利于承受重物。 河狸的毛发密度为12,000-23,000根/平方厘米，毛发主要用于保暖，增加在水中的浮力，并减少被捕食者咬伤的风险。它们的毛发长度在5-6厘米，一般为红棕色，但也可能偏向黄棕色或几近黑色。毛发延伸到皮肤下2-3厘米，皮下毛发为深棕色。河狸会在夏天蜕皮。
河狸演化出了巨大的头骨，用于承受咀嚼肌的强大咬合力。它们有4个不断生长的凿形门牙，因为其中含有铁合物，门牙的外釉质很厚并呈橙色。下门牙的根部一直延伸到下颌底。河狸的上下颌各有一颗前臼齿和三颗大臼齿，总共有20颗牙齿。臼齿上有脊，便于研磨木质食物。河狸的眼睛、耳朵和鼻孔有特定的排列方式，当身体的其余部分淹没时，这些器官可以保持在水面之上。当位于水底时，河狸鼻孔和耳朵的中的阀门可以主动关闭，瞬膜覆盖眼睛。与其它哺乳动物不同的是，河狸的会厌包含在鼻腔而不是喉咙中，以防水流入喉部和气管。此外，舌头根部也可抬升以防止水的流入。河狸的嘴唇可以门牙后面闭合，这允许它们在水中咀嚼食物。
河狸的前肢十分灵巧，这允许它们方便的抓取食物和挖掘洞穴。河狸的后脚有蹼，后足第二趾有双趾甲。 他们的游泳速度为 8 km/h，游泳时只用到后肢，前肢蜷缩在胸前。浮在水面时，河狸的后肢交错推动，潜水时，后肢同步移动。河狸在陆地上行动比较笨拙，但在遇到危险时仍可快速移动。当它们使用后肢行走时，前肢可以携带物品。

## 习性

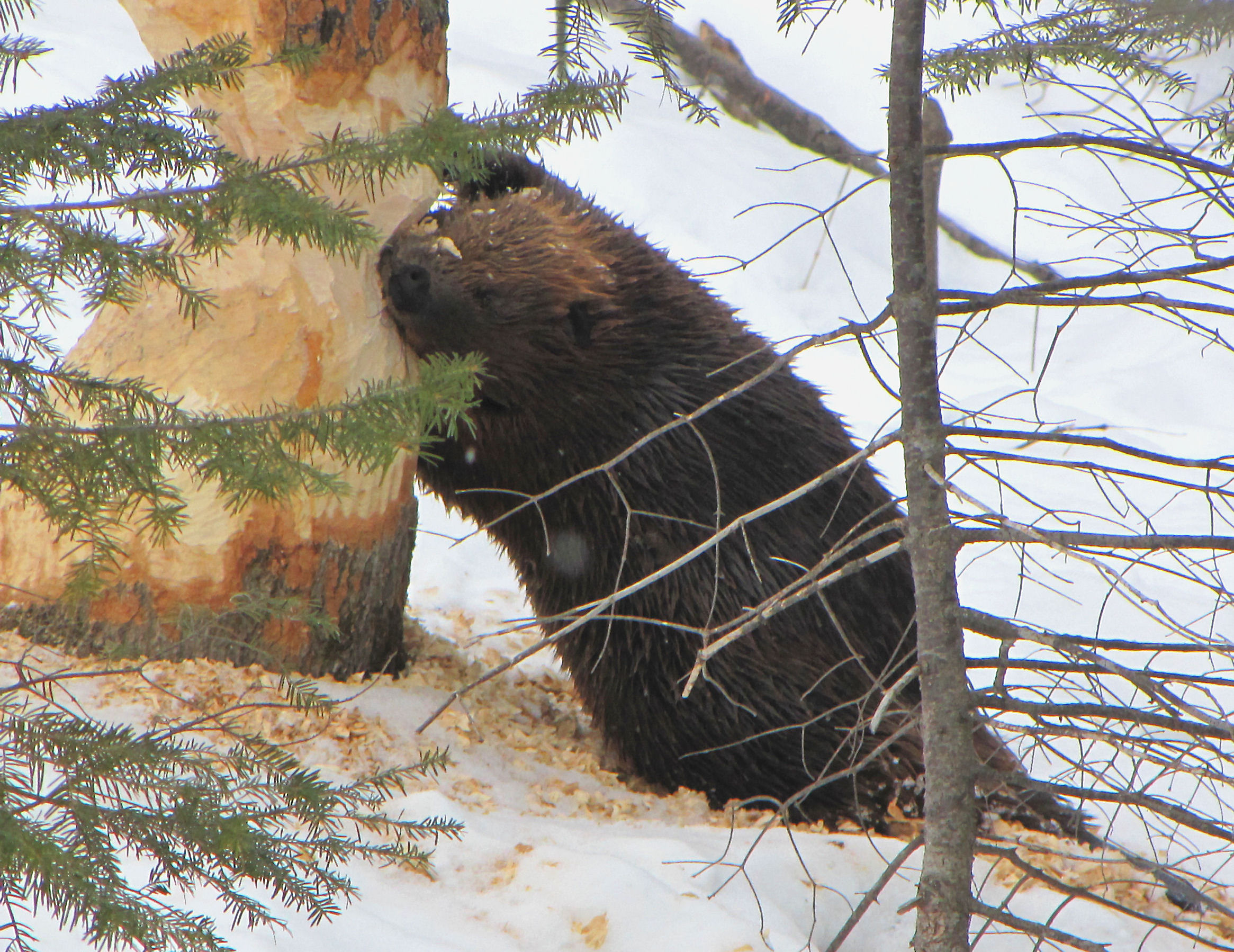
河狸透過牠們鋒利的牙齒咬斷樹木

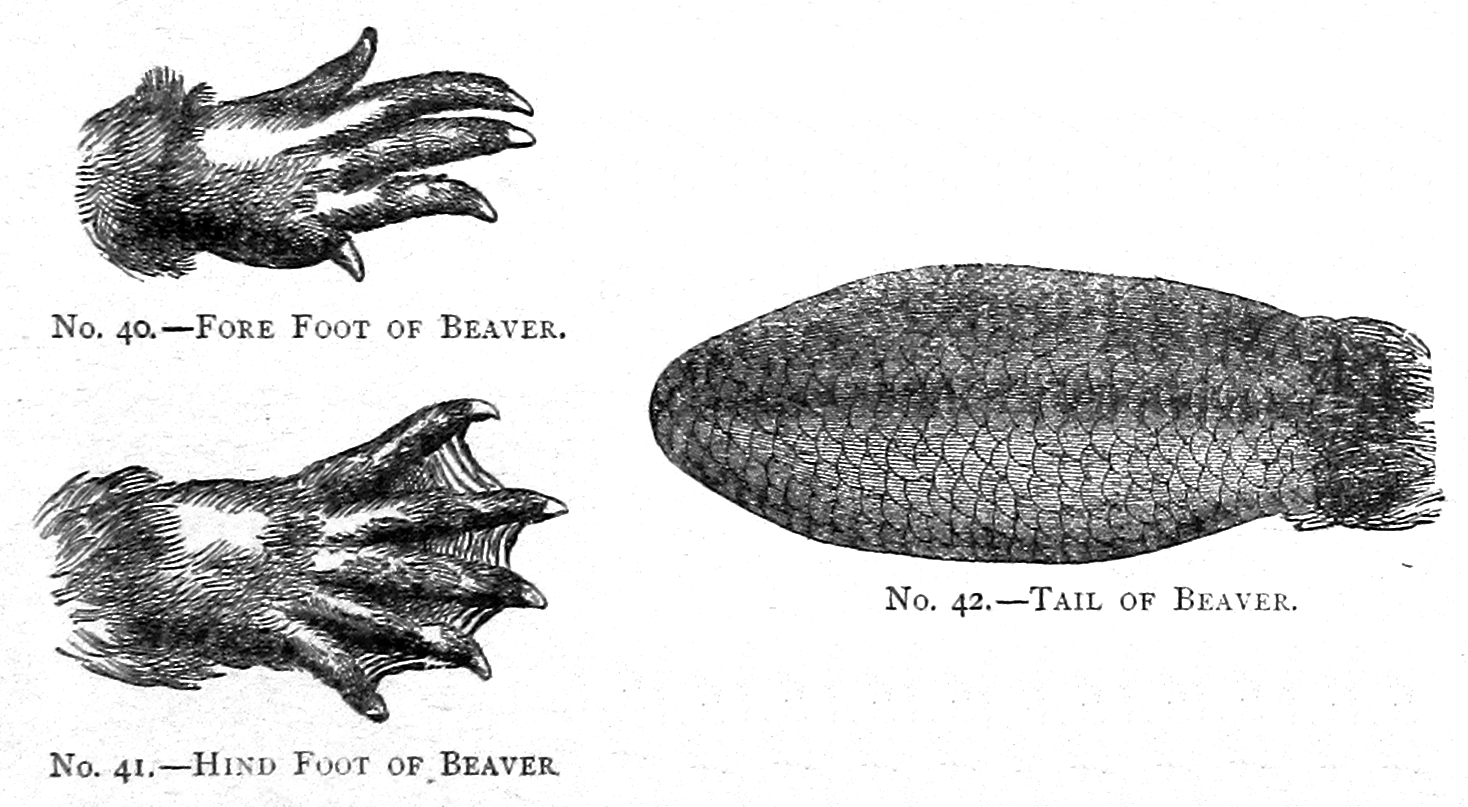
河狸的前腳、後腳及尾巴。

河狸會在河流或溪流中利用樹枝、草和泥巴構築水壩，形成池塘，並在池塘中建立巢穴（又稱為小屋（英語：lodge））；同時也會建造運河來運輸巢穴與水壩的建材。牠們會用鋒利的門牙咬斷樹木與其他植物作為建材以及食物。

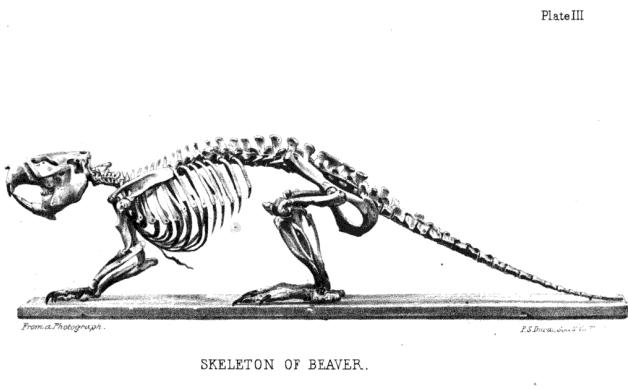
河狸骨架

當發現潛在的威脅時，在水中的河狸會用力拍擊水面，警告範圍內的所有河狸。在聽到警告聲後，所有河狸都會躲入水中，牠們在陸地上時雖然行動緩慢，卻很擅長游泳，而且可以憋氣長達 15 分鐘。
河狸並不冬眠，而是會將樹枝和樹幹堆放在池塘中，做為儲糧。
河狸的後腳有蹼、並且具有寬扁的尾巴。視力不好，但聽覺、嗅覺和觸覺敏銳。牠們必須透過不斷啃咬木頭來防止門牙變得過長。牠們的四顆門牙由前側堅硬的琺瑯質以及背側較柔軟的牙本質所組成，透過啃咬木頭的方式將門牙磨利成鑿狀。河狸門牙中上的琺瑯質含有鐵，比起其他哺乳動物的門牙更能抵抗酸蝕。
河狸終其一生不斷成長，成年體重可以超過 25（55磅），雌性一般較雄性大。在野外壽命可長達 24 年。

## 栖息地

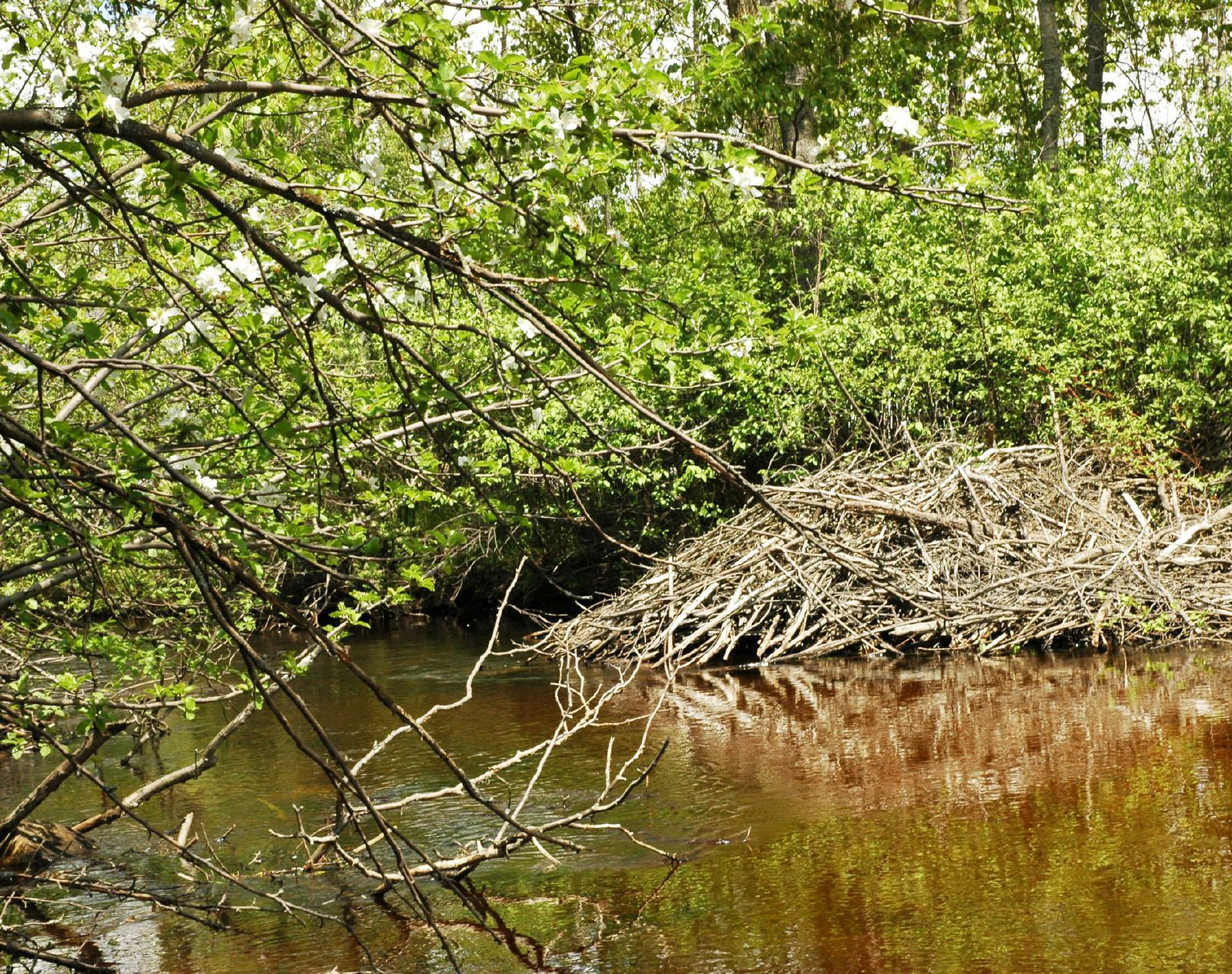
溪岸邊的河狸水壩，河狸主要棲息於河岸濕地，也就是溪流與陸地的交界處

河狸主要棲息於河岸濕地，包括溪床。但也有部分河狸棲息於潮間帶，構築水壩將漲潮時帶進來的海水留在構築出的池塘中。
河狸為生態系統的關鍵種，創造濕地供其他物種生存。研究发现，河狸创造的湿地与普通的湿地相比，有更充足的食物。因此，河狸创造的湿地对一些水鸟和哺乳动物来说是很好的栖息地。河狸為僅次於人類，最有能力塑造地表的動物，甚至會影響氣候變遷。
研究發現，河狸創造的棲地碳截存量高，且可以降低當地火災與淹水的機率。
河狸會咬斷大顆的樹木作為水壩的基底，不過歐亞河狸則較傾向咬斷直徑10（3.9英寸）的樹木做為基底。較小棵的樹木則會被河狸咬斷作為食物。
被砍斷的樹木會萌芽長成矮林，提供給河狸接下來數年穩定的樹葉與嫩枝食物來源。河狸構築水壩所造成的池塘會淹死浸泡在其中的樹木，而這些死掉的樹木對於許多動物及植物的生存尤其重要。水中的樹枝能成為两栖动物、魚類的棲地，進而建構出更複雜的食物鏈。

### 河狸水坝
河狸建造水坝的主要目的是为了防范天敌，如土狼、狼、熊等，冬天时更容易获取食物。牠们总是在夜里开工，而且是高生產力的建筑师，用前爪搬运泥和石块，用牙搬运木料。不移除河狸的话，很难摧毁水坝，因为牠们隔夜就能重建一座水坝。河狸可能沿河建造一系列的水坝。
河狸建造水壩後形成的池塘與溼地可以留住水流中的沉積物與污染物，包括總懸浮固體、總氮、磷、碳及矽酸鹽。

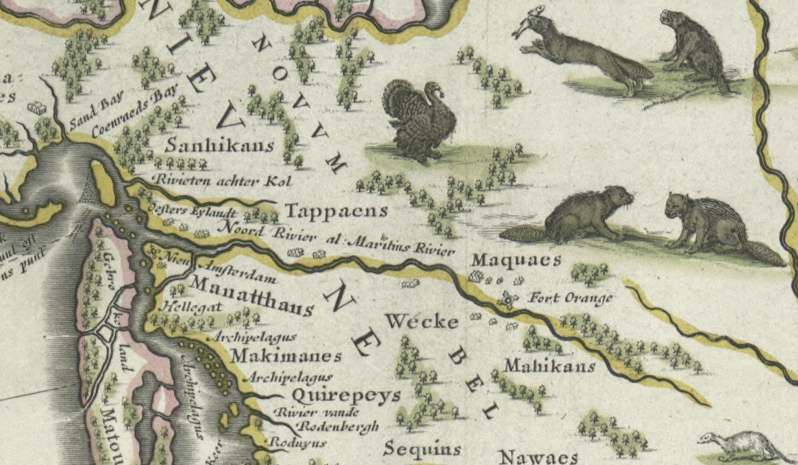
哈德逊河谷地图上的河狸 c. 1635

## 生存现状
河狸位于IUCN红色名录中的无危物种一列。北美河狸分布十分广泛，遍及美国和加拿大的大部分国土，在墨西哥北部也有它们的踪迹。北美河狸于1937年被引入芬兰（而后散播到了俄罗斯西北部），1946年被引入火地群岛。至2019年，芬兰境内的北美河狸种群数量已接近当地原生的欧亚河狸数量。历史上，北美河狸曾因其皮毛价值而受到大量捕杀，使它们接近灭绝。在后续保护措施的帮助下，河狸种群数量持续回升，到20世纪末期达到了600至1200万，不过仍远少于大规模狩猎前6000万至4亿的规模。根据2016年的估算，火地群岛的北美河狸数量大约在 35,000至50,000。
欧亚河狸的栖息范围并不连续，而是被分为了多个区块。欧亚河狸曾广泛分布于欧亚大陆，但20世纪初期的过度狩猎显著降低了它们的种群数量。在欧洲，欧亚河狸的族群曾被孤立为法国罗讷河、德国易北河、挪威南部、尼曼河、白俄罗斯第聂伯河盆地、俄罗斯的沃羅涅日河这些独立的区域，总数量估计在1,200。在后续的再引入的努力下，欧亚河狸返回了部分先前的栖息地。如今，欧亚河狸的种群从法国、西班牙横跨至中欧与东欧，一直到斯堪的纳维亚和俄罗斯。自2009年起，河狸被成功的引入了英国。根据2020年的估算，欧洲大约有超过100万只河狸。在蒙古和中国的西北部也生活着本地小型族群，根据2016年的估算，这些种群数量分别在150和700左右。根据新西兰的《1996 年有害物质和外来生物法案》，河狸被禁止引入该国。